# Skupenské teplo sublimace
Skupenské teplo sublimace je teplo, které přijme pevná látka při přechodu na plyn během sublimace (tedy bez předchozí fáze tání).
Teplo, které přijme 1 kilogram látky se nazývá měrné skupenské teplo sublimace.
Měrné skupenské teplo sublimace je závislé na teplotě, za níž látka sublimuje. Při desublimaci je hodnota skupenského tepla stejná jako u sublimace, proto se používá pouze skupenské teplo sublimace.

## Označení
- Značka: Ls
- Základní fyzikální jednotka: joule, zkratka J
- Další jednotky: kilojoule kJ, megajoule MJ

## Výpočet
Hodnotu skupenského tepla sublimace je možné zjistit z tohoto vztahu
{\displaystyle L_{s}=ml_{s}\,},
kde m je hmotnost a ls je měrné skupenské teplo sublimace.